# 方士
方士（ほうし）とは、紀元前3世紀から西暦5世紀にかけての中国において、瞑想、占い、気功、錬丹術、静坐などの方術によって不老長寿、尸解（羽化）を成し遂げようとした修行者である。神仙を目指した神仙方士のほか政府に仕官する方士もいたが、道教の成立と共に道士と呼ばれるようになった。
異術を修め、鬼神に通じ、死生の解脱の道を知ろうとした。古代中国医学、化学、天文学、軍事を発展させた。神怪小説において様々な活躍を行い、人々を苦しみから解放するため、医術を用い、侠客を導き、社会貢献を行った。また一部の方士は自らの利益のために、他人をだまし、社会を混乱させた。

## 詳細
中国古代の祭祀、祈祷、卜占、呪術、占星術、不老長生術、煉丹術、医術などの神仙方術を行って禍を除き、福を招き入れる能力を持ったヒトで、巫祝や童乩と似た役割を持つ。方士が巫祝や童乩と異なるのは王室に封禅を進言できることである。
特に秦・漢の当時の方士達は封禅を秦の始皇帝や漢の武帝に進言して政治権力に接近した、いわば、方士達は神仙家であると同時に、現在でいう化学技術者でもあったといえる。さらに、方士達は儒教とも結びついて黄金器物の効果カマドの神の信仰、鬼神の駆使など、神仙道の教義を説いて積極的に布教していた。
方士を補佐する役職として、使者、副佐というのがあった。

## 歴史
書物に初めて記載されたのは、司馬遷が書いた紀元前1世紀の『史記』「秦始皇本紀」、「封禅書」である。7世紀、唐の時代の道士である成玄英は「方」とは即ち「道」であると説いた。

## 著名人
- 宋毋忌
- 正伯僑
- 羡门高
- 彭祖
- 徐巿
- 于吉
- 左慈
- 管輅
- 張果
- 郭璞
- 葛洪
- 陳摶
- 李少君（中国語版）…尺解仙と呼ばれる。